# Bézu-le-Guéry

Bézu-le-Guéry este o comună în departamentul Ain, Franța. În 1 ianuarie 2022 avea o populație de 250 de locuitori.